# Medco Health Solutions
Medco Health Solutions, est une entreprise de gestion des soins américaine, dont le siège social est situé à Franklin Lakes.